# Estación de Etzwilen
La estación de Etzwilen es una estación ferroviaria de la localidad suiza de Etzwilen, perteneciente a la comuna de Wagenhausen, en el cantón de Zúrich.

## Historia y situación
La estación de Etzwilen fue abierta en el año 1875 al inaugurarse la línea Winterthur - Etzwilen, la línea Etzwilen - Singen (Hohentwiel) y el tramo Etzwilen - Constanza de la línea Seelinie Estación de Schaffhausen- Rorschach por el Schweizerischen Nationalbahn (SNB, Ferrocarril Nacional Suizo), que sería absorbido por el Schweizerische Nordostbahn (NOB, Ferrocarril Nororiental Suizo). En 1894 se puso en servicio el tramo Schaffhausen - Etzwilen de la Seelinie por el Schweizerische Nordostbahn (NOB). El NOB se integró en 1902 en los SBB-CFF-FFS. La línea Etzwilen - Singen (Hohentwiel) se cerró en 2004, pero se mantuvo en servicio el tramo Etzwilen - Ramsen para trenes de mercancías, reabriéndose el tramo Ramsen – Rielasingen en 2011.
La estación se encuentra en el norte del núcleo urbano de Etzwilen, en el oeste de la comuna de Wagenhausen. Consta de tres andenes, dos centrales y otro lateral, a los que acceden dos vías pasantes y una vía término. Además, hay que sumar otras dos vías pasantes, un pequeño depósito al que acceden dos vías y una playa de vías compuesta por siete vías muertas en el oeste de la estación, donde también se encuentra la bifurcación de las líneas hacia Schaffhausen y Winterthur. En el este de la estación se bifurca la línea hacia Rielasingen/Singen (Hohentwiel) y Rorschach.
La estación está situada en términos ferroviarios en la línea Winterthur - Etzwilen y en la línea Schaffhausen - Rorschach. Sus dependencias ferroviarias colaterales son la estación de Stammheim hacia Winterthur, la estación de Schlattingen hacia Schaffhausen y la estación de Stein am Rhein en dirección Rorschach.

## Servicios ferroviarios
Los servicios son prestados por SBB-CFF-FFS:

### S-Bahn San Galo
En la estación efectúan parada los trenes de cercanías de dos líneas de la red S-Bahn San Galo:
- S 3 Schaffhausen - Stein am Rhein - Kreuzlingen – Romanshorn - Wittenbach – San Galo – San Galo Haggen
- S 8 Schaffhausen - Stein am Rhein – Kreuzlingen – Romanshorn - Rorschach

### S-Bahn Zúrich
La estación está integrada dentro de la red de trenes de cercanías S-Bahn Zúrich, y en la que efectúan parada los trenes de dos líneas perteneciente a S-Bahn Zúrich:
- S 29 Winterthur – Seuzach - Stein am Rhein
- S N3 Winterthur – Schaffhausen (– Stein am Rhein)